# Przytocznica
Przytocznica (deutsch Tannenrode, 1939–1945 Tannendorf) ist eine Ortschaft mit einem Schulzenamt der Landgemeinde Doruchów im Powiat Ostrzeszowski der Woiwodschaft Großpolen in Polen.

## Geschichte
Anfänglich gehörte das Gebiet um Ostrzeszów und Kępno politisch zu Schlesien, wurde aber am wahrscheinlichsten um das Jahr 1146 zum Teil Großpolens. Aus dieser Zeit rührte die bis 1821 bestehende Zugehörigkeit zum Bistum Breslau.
Der Ort wurde um 1305 im Liber fundationis episcopatus Vratislaviensis (Zehntregister des Bistums Breslau) als Przecothnicza erstmals urkundlich erwähnt.
1401 wurde das Gebiet von Ostrzeszów vom polnischen König dauerhaft an das Weluner Land angeschlossen. Ungefähr ab dem Jahr 1420 gehörte es der Woiwodschaft Sieradz.
Im Zuge der Zweiten Polnischen Teilung kam der Ort 1793 an Preußen. Im 19. Jahrhundert siedelten sich einige Dutzend deutscher Protestanten im Dorf an. Um das Jahr 1880 gab es 15 Häuser mit 233 Einwohnern, davon waren 130 römisch-katholisch, 96 protestantisch, 7 jüdisch. 1905 lebten im Ort auch von der Preußischen Ansiedlungskommission angesiedelte Kolonisten. 1905 wurde das Dorf des Kreises Schildberg in Tannenrode umbenannt.
Nach dem Ende des Ersten Weltkriegs kam Przytocznica zu Polen, Woiwodschaft Posen. Im Jahr 1921 gab es in der Gemeinde Przytocznica im Powiat Ostrzeszów 33 Häuser mit 233 Einwohnern, es waren mehrheitlich polnische (158) Römisch-Katholiken (157), es gab außerdem meist evangelische (71) Deutsche (75) und 5 andere Christen.
Beim Überfall auf Polen 1939 wurde das Gebiet von den Deutschen besetzt und dem Landkreis Ostrowo im Reichsgau Wartheland zugeordnet.
Von 1975 bis 1998 gehörte Przytocznica zur Woiwodschaft Kalisz.